# Південне (Харківська область)
Півде́нне — місто в Харківському районі Харківської області. Адміністративний центр Південноміської міської територіальної громади.

## Географія
Місто Південне лежить на лівому березі річки Мерефа, вище за течією на відстані 1,5 км розміщене селище Буди, нижче за течією межується з містом Мерефа. Місто знаходиться за 9 км на південний схід від Харкова. До міста приляга́ють селища Березівка та Високий. Поруч пролягають декілька залізничних гілок, зупинко́ві пункти Південний і Комарівка.

## Історія
Поселення було засноване 13 (26) серпня 1906 року працівниками Південної залізниці.
У 1963 році внаслідок об'єднання селищ міського типу Комарівка (виникло в XVII ст.) та Південний було сформоване місто Південне.
За даними 1864 року в селі Комарівка Мереф'янської волості Харківського повіту мешкало 582 особи (272 чоловічої статі та 310 — жіночої), налічувалось 94 дворових господарства, існувала православна церква.
Станом на 1914 рік кількість мешканців зросла до 2240 осіб.
28 лютого 2022 року, під час російського вторгнення в Україну, міського голову Брюханова О.М. було затримано за підозрою в державній зраді. Також було затримано одного з його заступників, начальника місцевого райвідділу та дільничного інспектора поліції.

## Населення

### Національний склад
Національний склад населення за даними перепису 2001 року:
| Національність  | Відсоток |
| --------------- | -------- |
| українці        | 79,63%   |
| росіяни         | 18,65%   |
| вірмени         | 0,44%    |
| білоруси        | 0,25%    |
| грузини         | 0,20%    |
| азербайджанці   | 0,15%    |
| євреї           | 0,13%    |
| татари          | 0,12%    |
| інші/не вказали | 0,43%    |

### Мова
Розподіл населення за рідною мовою за даними перепису 2001 року:
| Мова            | Кількість | Відсоток |
| --------------- | --------- | -------- |
| українська      | 5219      | 61.57%   |
| російська       | 3197      | 37.71%   |
| вірменська      | 18        | 0.21%    |
| білоруська      | 8         | 0.09%    |
| польська        | 2         | 0.02%    |
| єврейська       | 2         | 0.02%    |
| румунська       | 1         | 0.01%    |
| болгарська      | 1         | 0.01%    |
| інші/не вказали | 29        | 0.36%    |
| Усього          | 8477      | 100%     |

## Економіка
- Південна щіткова фабрика.
- Цех Мереф'янського заводу будівельних матеріалів.
- Молокозавод.
- Цех централізованого ремонту трансформаторів.
- Цех Харківської облспоживспілки.

## Об'єкти соціальної сфери
- Південний технологічний ліцей
- Південна ЗОШ I–III ст. № 2
- Клуб
- Відділення соціальної реабілітації
- Поліклініка
- Дитячий садочок

## Постаті
- Бондаренко Сергій Григорович — український співак (баритон), соліст Київського національного академічного театру оперети, Народний артист України.
- Кнорозов Юрій Валентинович — історик та етнограф, спеціаліст з епіграфіки та етнографії; засновник радянської школи маяністики, лауреат Державної премії СРСР, Кавалер Ордена Ацтекського орла (Мексика) та Великої золотої медалі (Гватемала).
- Кравцов Іван Андрійович — радянський військовик, кавалер ордена Червоної Зірки.
- Суббота Микола Іванович — радянський військовик, кавалер ордена Червоної Зірки.
- Черевко Лариса Петрівна — депутат Верховної Ради УРСР 9-го скликання.
- Янчук Володимир Степанович — сержант Збройних сил України, снайпер 93-ї окремої механізованої бригади, кавалер ордена «За мужність».

## Галерея

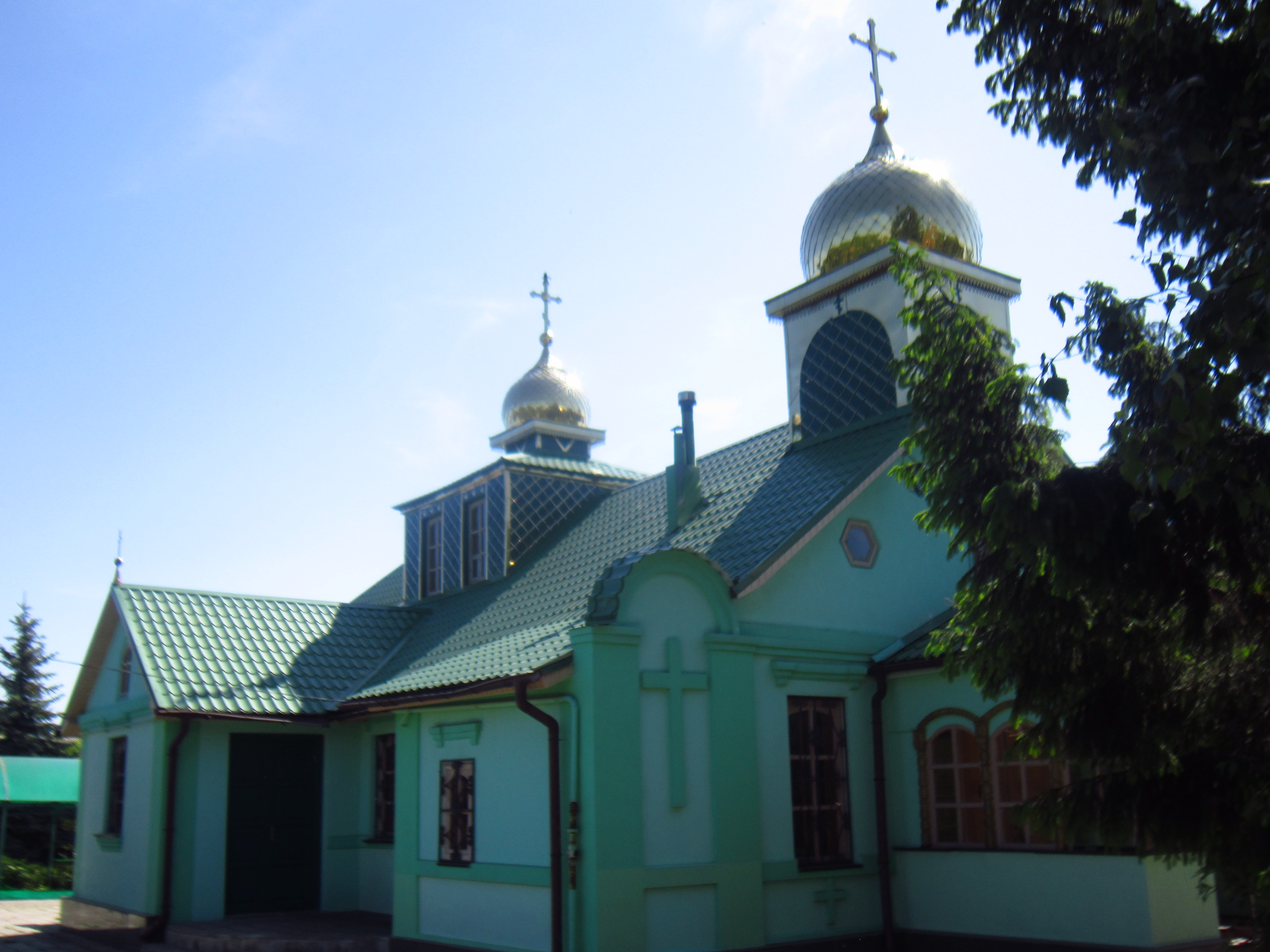
Духівська церква
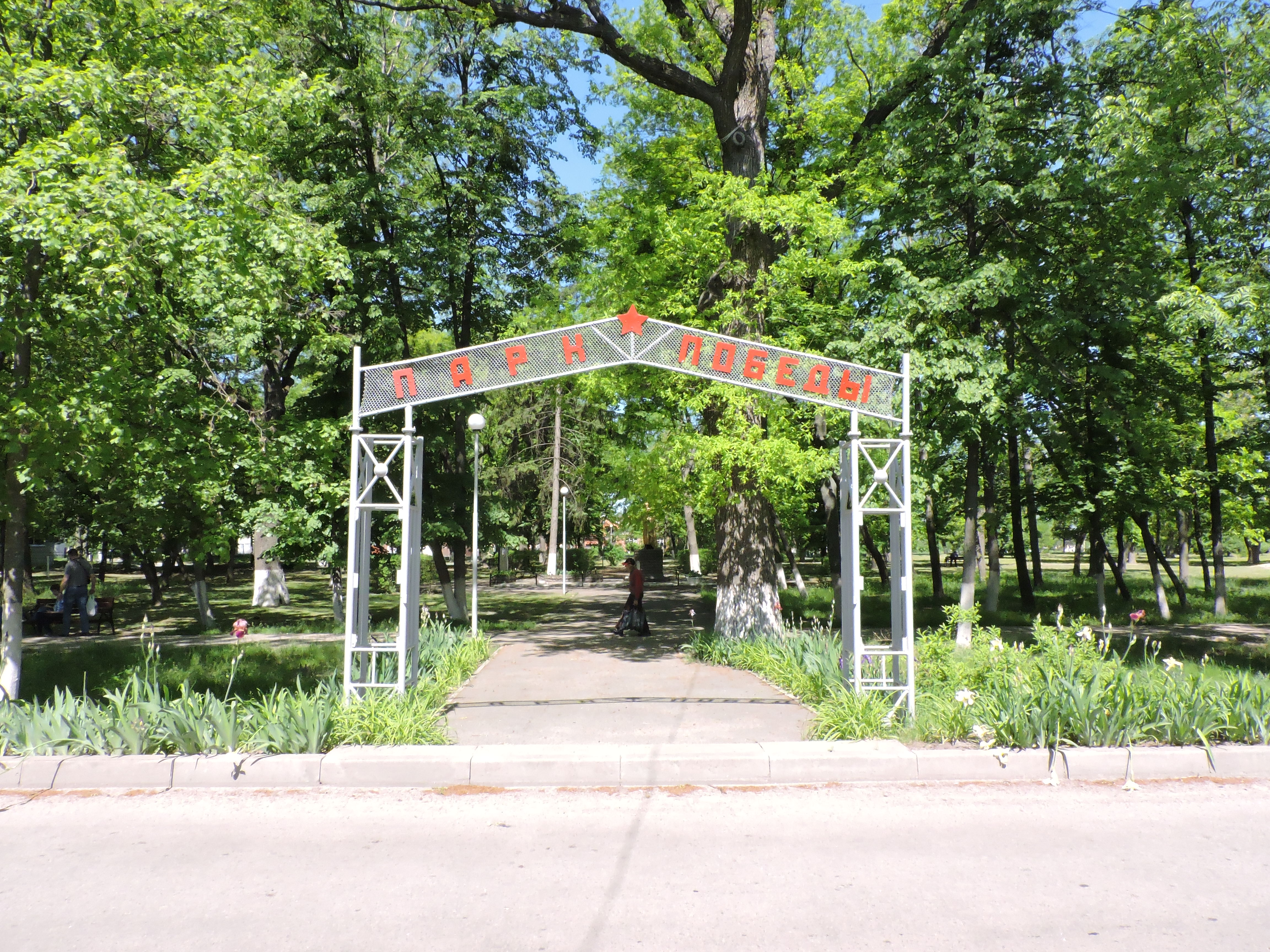
Парк Перемоги
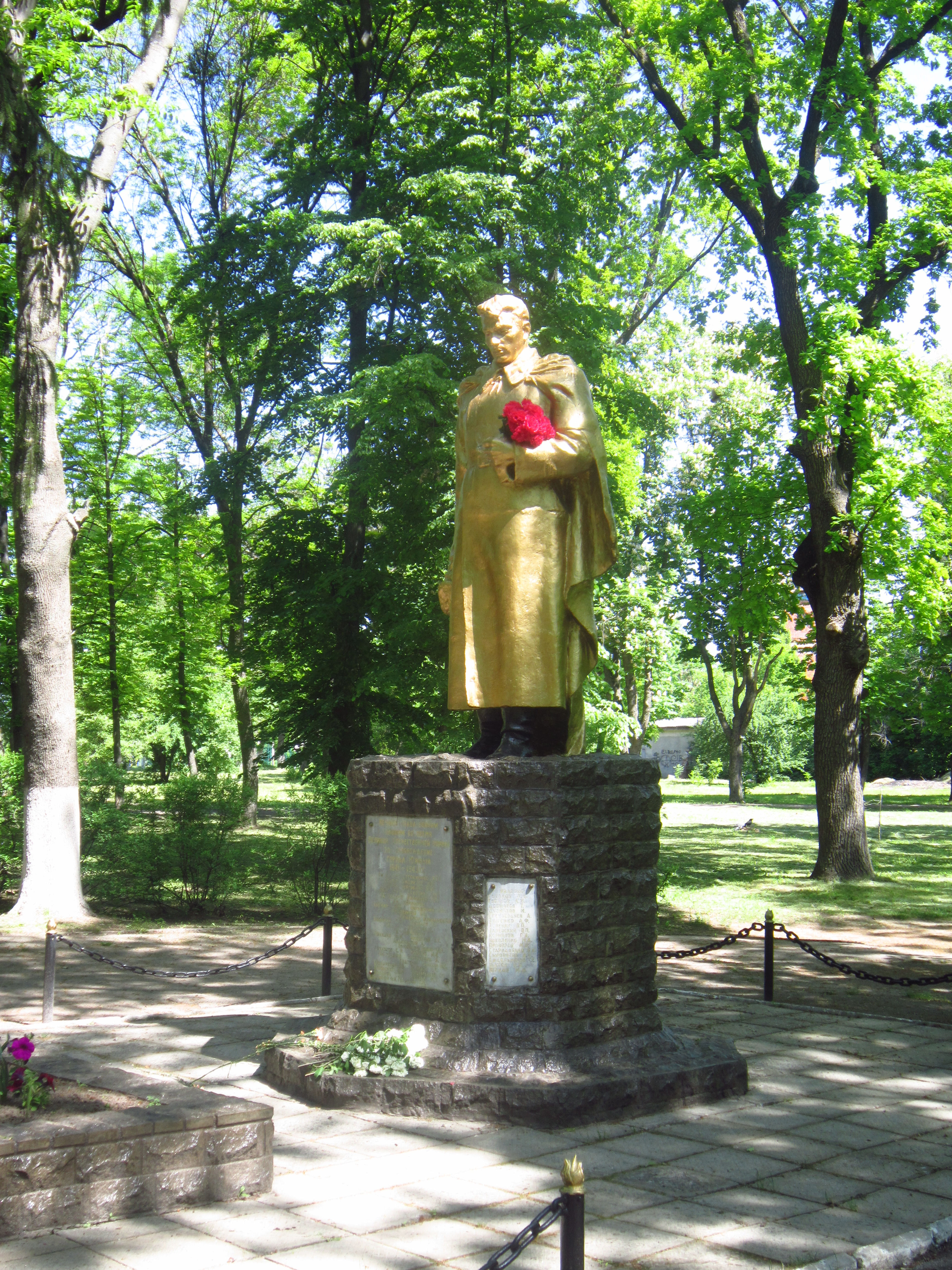
Братська могила радянських воїнів у парку Перемоги
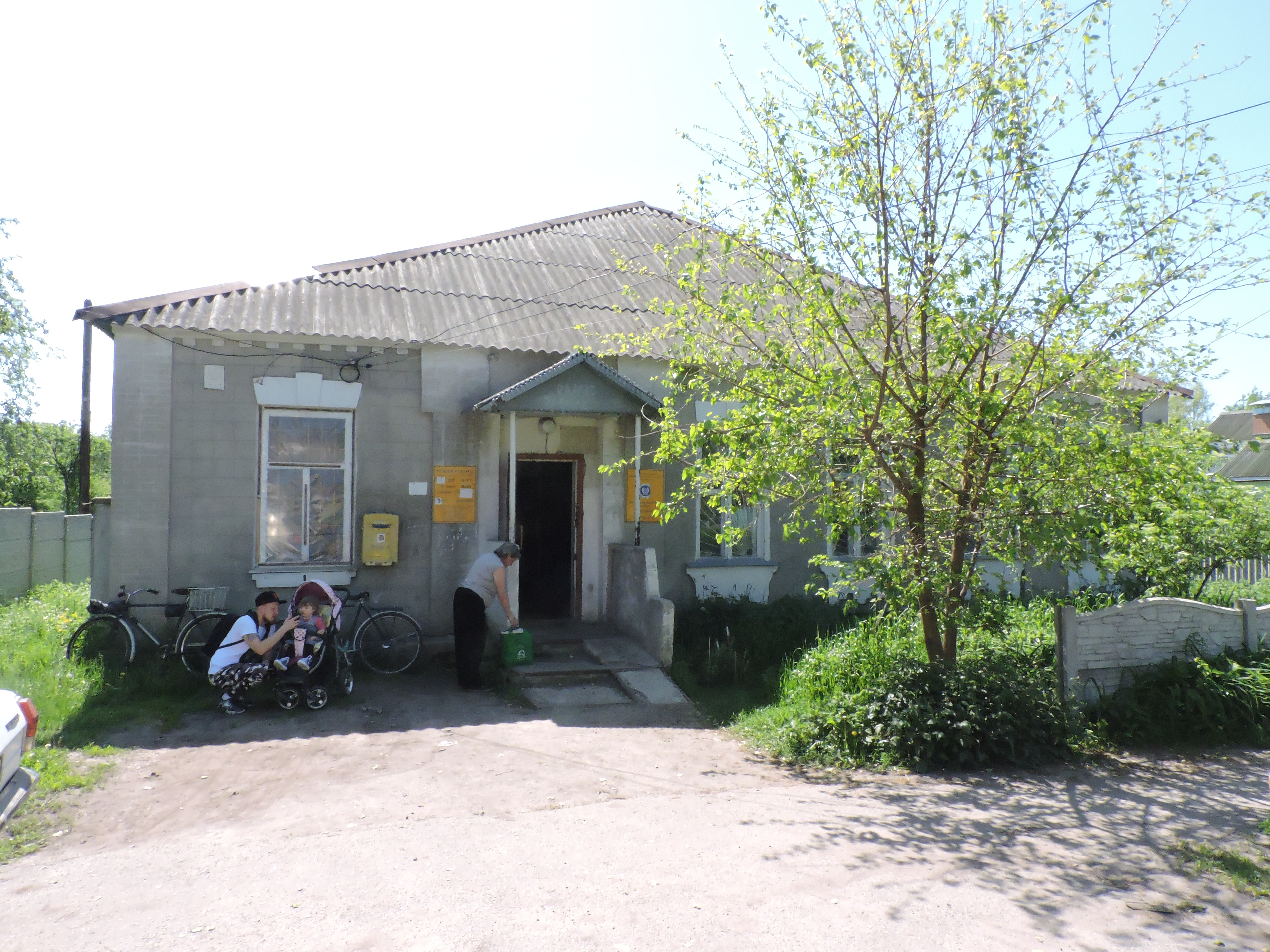
Південноміське поштове відділення № 1